# استفانو پلینی
استفانو پلینی (انگلیسی: Stefano Pellini؛ زادهٔ ۶ اوت ۱۹۹۷) بازیکن فوتبال است.